# Raoul Barré
Pour les articles homonymes, voir Barré.
Raoul Barré, né le 29 janvier 1874 à Montréal où il est mort le 21 mai 1932 , est un réalisateur, animateur, caricaturiste, illustrateur, scénariste et peintre québécois.
Pionnier de la bande dessinée québécoise et du dessin animé américain, il aura travaillé à Paris, à New York et à Montréal.

## Biographie

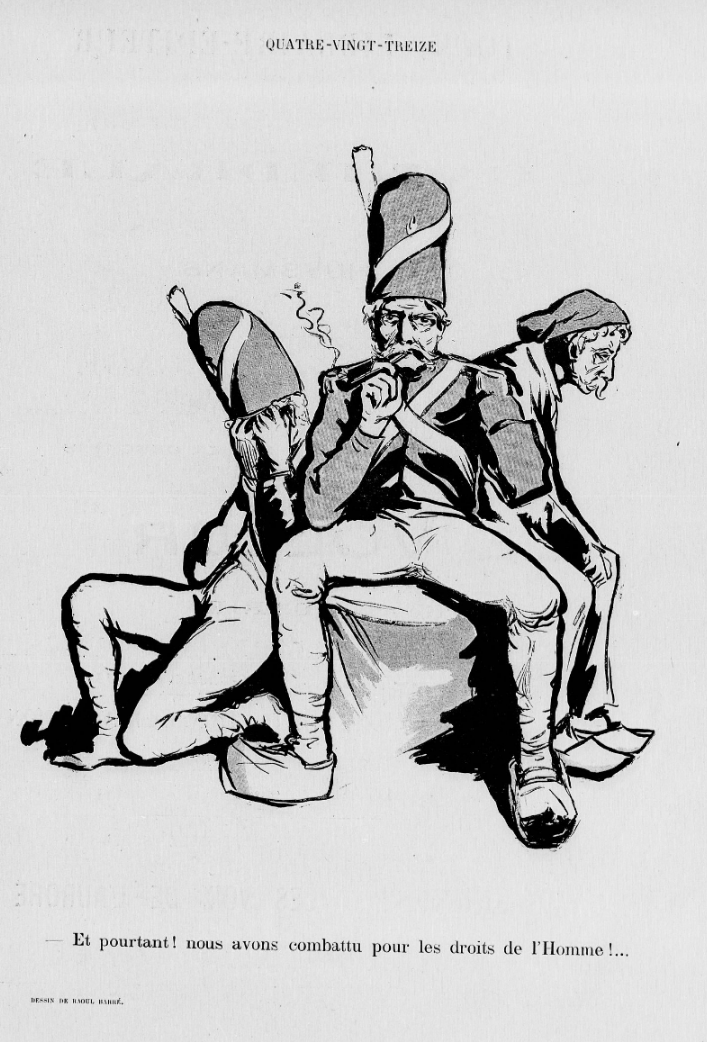
Un dessin publié dans Le Sifflet (Paris, mars 1898).

Vital Achille Raoul Barré est l'un des douze enfants d'un couple originaire de Montréal, dont le père, Joseph-Louis Barré, marchand et importateur de vin. Celui-ci envoie son fils, doué pour le dessin, étudier d'abord au Collège Mont-Saint-Louis de Montréal, puis, en 1891, le jeune-homme intègre le Conseil des arts et manufactures. Il illustre la couverture du Le Monde illustré du 1er septembre 1894, ainsi que quelques pages de la revue Le Passe-temps jusqu'en février 1896. Il décide de se rendre en France.

### Caricaturiste, peintre et dessinateur decomics
À Paris, où il arrive au printemps 1896 et reste d'abord un peu plus de deux ans, il fréquente l'Académie Julian, réside rue de Beaune, suit les cours d'Henri Royer et ceux de l'École des beaux-arts ; il s'inscrit à l'atelier de Jean-Paul Laurens qui le marque profondément. Le jeune Barré passe son temps à copier les tableaux de maîtres figurant au musée du Louvre. Il dessine et peint également des œuvres originales ; il cherche à exposer ses travaux et publier ses dessins.
La première trace d'une collaboration en France en tant que caricaturiste est pour Le Sifflet le 3 mars 1898 : ce bi-hebdomadaire illustré satirique fondé par Achille Steens et publié par Stock se montre dreyfusard, essuie de nombreux procès. Barré collabore à d'autres périodiques parisiens comme Le Cri de Paris, Le Gavroche et La Gaîté gauloise ; il travaille aussi pour les éditions de Paul Ollendorff. Steens est également le directeur de La Revue des Deux Frances où Barré publie de nombreux dessins entre mars et juillet 1898 : les deux hommes semblent avoir été liés dans un même combat pour la justice, .
Début août 1898, il est de retour à Montréal où il travaille pour des périodiques illustrés comme Le Monde illustré et Les Débats ; il s'intéresse au milieu du théâtre montréalais, et aménage son atelier dans un hangar. Ses toiles s'inscrivent dans la lignée du courant postimpressionniste, comme on peut le voir avec La Baigneuse, une grande huile datée de 1913 et exposée au Musée national des beaux-arts du Québec. Il montre au public entre autres une aquarelle, Le Bain, lors de la 20e exposition annuelle de l’Académie royale du Canada (Art Association of Montreal, avril 1899).

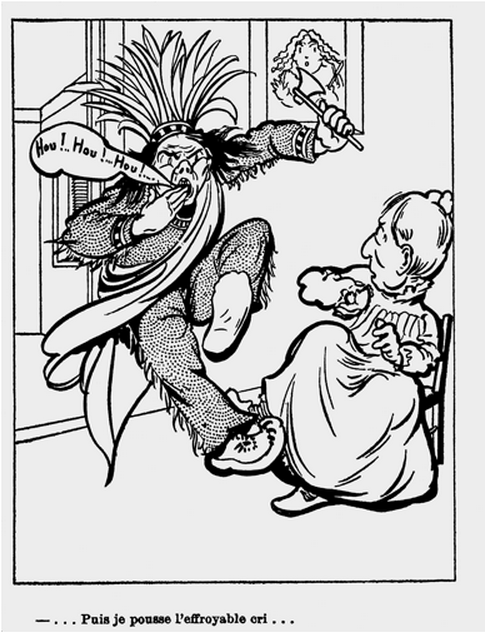
« Puis je pousse l'effroyable cri », tiré de En Roulant Ma Boule (juin 1901).

À partir de janvier 1900 (avec « Pour un dîner de Noël » qui inaugure huit cases) et jusqu'en 1908, Raoul Barré collabore au journal La Presse (Montréal) et y dessine « Histoire de sauvage » : il sera rejoint par Albéric Bourgeois, René-Charles Béliveau et Th. Busnel, des pionniers de la bande dessinée québécoise. Il illustre l'ouvrage d'Honoré Beaugrand, La Chasse galerie. Légendes canadiennes avec Henri Julien (Montréal, Beauchemin, 1900). En 1901, après avoir publié un album de ses caricatures intitulé En roulant ma boule préfacé par Louis-Honoré Fréchette (Montréal, chez Cornélius Déom Frères), il est de retour à Paris pour un court séjour.
En juin 1906, il fait paraître « Les contes du Père Rhault » cette fois à La Patrie : le strip se présente en couleurs et comporte des phylactères.
Entre 1903 et 1908, il voyage entre New York où il travaille comme illustrateur commercial, Montréal et, au moins deux fois Paris.

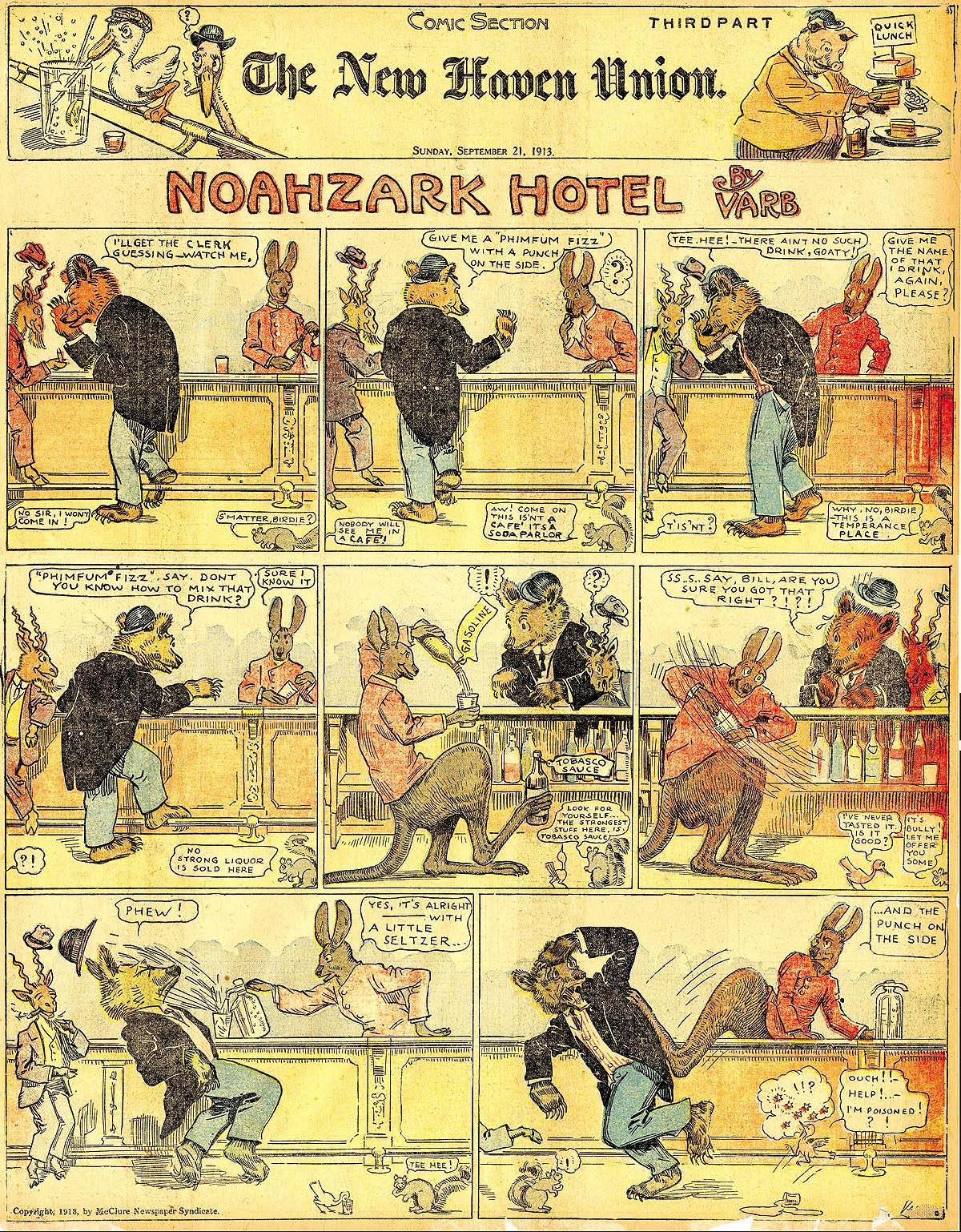
Noahzark Hotel

En 1913, il part s'installer définitivement à New York comme dessinateur de presse : il utilise deux pseudonymes, « Raoul Barry » et « VARB » (les initiales de ses prénoms et nom complets). Il rejoint le McClure Newspaper Syndicate (en) en dessinant entre le 12 janvier et le 9 novembre 1913 l'édition dominicale illustrée de The New Haven Union, un strip intitulé Noahzark Hotel (copublié dans La Patrie sous le titre À l'hôtel du père Noé).
Il rencontre ensuite Bill Nolan et s'associe avec lui pour essayer de produire des films d'animation publicitaires. En 1914, il fonde dans le Bronx avec Nolan le Barré-Nolan Studio, rebaptisé ensuite le Barré Studio (en) : la concurrence est rude.

### New York: réalisations dans l'animation
Il est donc à l'origine d'un studio d'animation new-yorkais en 1914, ainsi que, plus tard, de l'Educational Art and Film Co. of Montreal.
Il a réalisé et produit deux séries fantaisistes : les Animated Grouch Chasers et les Phables. La première consiste en des sketches animés intégrés à une action en prises de vues réelles, tandis que la deuxième est une adaptation d’une bande dessinée de Tom E. Powers, qui porte un regard ironique sur les mœurs contemporaines. Le style dépouillé de ses cartoons évoque les dessins à la Caran d'Ache des années 1890.
En 1916, au sein d'une nouvelle société, le Barré-Boxers Studio, il s’associe à Charley Bowers avec lequel il tourne les Mutt and Jeff jusqu’à ce qu’ils se brouillent.
Barré quitte la ville pour se réfugier dans la campagne new-yorkaise, séjourne à Montréal et à Paris, et revient à New York en 1926 en rejoignant l’équipe de Pat Sullivan, producteur des Felix the Cat.

### Un pionnier et un inventeur

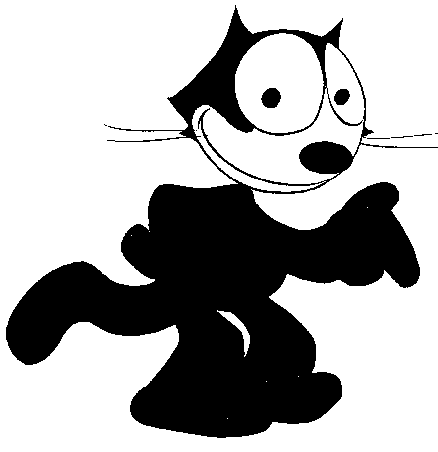
Félix le Chat par Raoul Barré (vers 1926).

En termes de contributions fondamentales à l’animation, Raoul Barré conçoit et utilise deux inventions qui simplifient et accélèrent le travail de l’animateur tout en améliorant la qualité du mouvement :
- Le Slash System est un procédé antérieur aux celluloïds, qui consiste à découper une ouverture dans la feuille de décor et à placer celle-ci sur les éléments à animer. Si le slash system, en dépit de son efficacité, est tombé en désuétude, la deuxième invention constitue une véritable révolution.
- La règle à tenons : Barré a l’idée d’une règle sur laquelle il fixe deux ergots. Les feuilles de dessin, perforées dans la partie supérieure ou inférieure, sont immobilisées. Elle est également nommée règle à ergots ou peg bar. Combinée au slash system, cette invention stabilise la succession des images et permet un décor plus détaillé.

### Retour à Montréal
De retour à Montréal, en 1927, Raoul Barré se lance dans des projets innovateurs et audacieux : il élabore un scénario illustré pour un projet intitulé Le Tourisme dans Québec, dont l’objectif est de faire comprendre la pertinence de développer le tourisme étranger : ces projets reposent sur des films éducatifs incluant de l'animation et du photomontage, non sans une dose d'humour.
En avril-mai 1930, il publie sous le pseudonyme « É. Paulette » des caricatures dans Le Taureau, feuille satirique en décriant la candidature à la mairie de Camillien Houde.
Atteint d’un cancer, il meurt en 1932 avant de pouvoir mener ses projets à terme. Il est inhumé au Cimetière Notre-Dame à Montréal. Les archives qu’il laisse témoignent de son esprit d’avant-garde. En 2004, la Cinémathèque québécoise a proposé une exposition concernant les œuvres et les talents artistiques de Raoul Barré.

## Filmographie partielle

### Comme animateur
- 1913 : The Artist's Dream de John Randolph Bray
- 1916 : The Phable of the Phat Woman de lui-même et Tom E. Powers
- 1916 : Never Again! The Story of a Speeder Cop. de Tom E. Powers
- 1927 : Felix the Cat Dines and Pines d'Otto Messmer
- 1929 : Eveready Harton in Buried Treasure de E. Hardon

### Comme réalisateur
- 1916 : The Phable of the Phat Woman (coréalisé avec Tom E. Powers)